# Перн (планета)

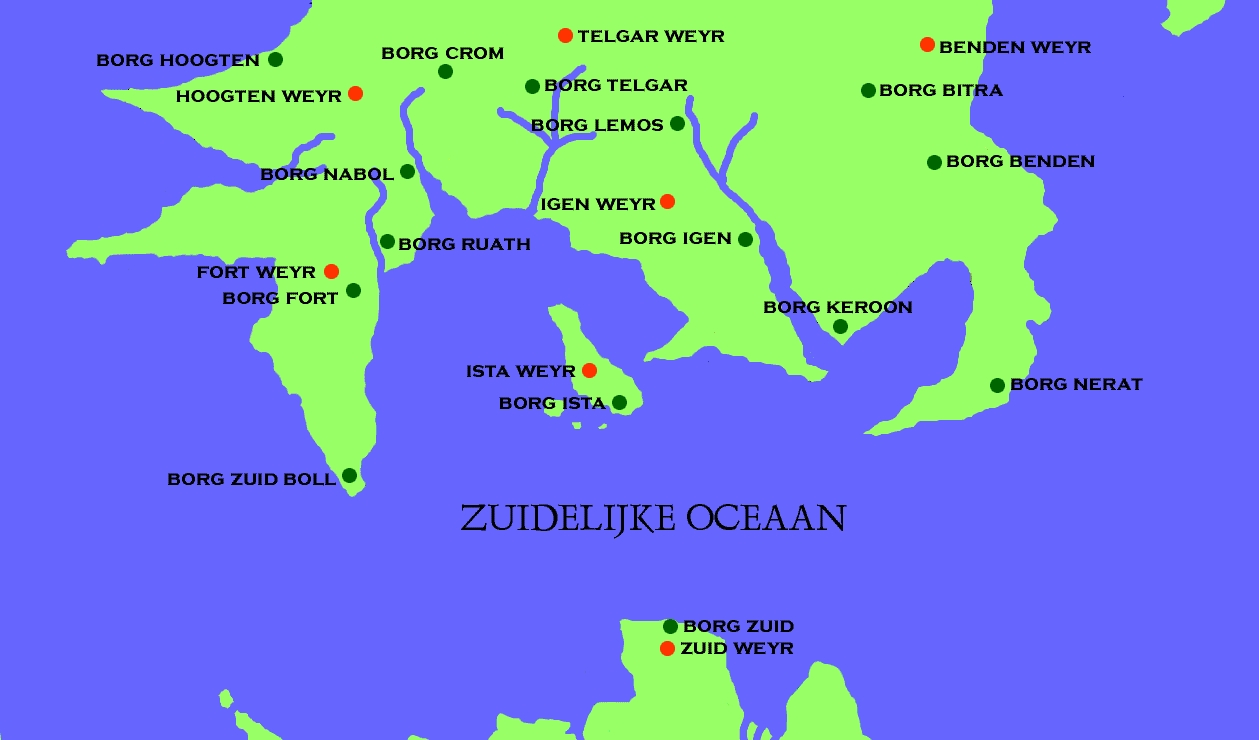
Карта Перна

Перн — вымышленная планета, судьба которой описана Энн Маккефри в серии книг «Всадники Перна». Была колонизирована землянами.
Перн — третья планета в системе Ракбета, имеет два спутника — Тимор и Белиор. Диаметр Перна примерно 10460 км. Время оборота планеты вокруг Ракбета эквивалентно 366 земным дням. Время оборота вокруг оси — немногим более 24 часов. Пернский календарный год длится 362 дня, високосный год — каждые 6 лет. Наклон оси вращения Перна по отношению к орбите — 15 градусов, поэтому существует различные сезоны и климатические пояса, идущие от холодных участков у полюсов к тёплым регионам у экватора.
Принадлежит к земному типу планет, имеет солёные океаны, мощные вулканы и активную тектоническую деятельность. Ввиду последнего протоконтинент Перна разделился на три континента.
Благодаря наличию спутников, в океанах Перна имеются приливы. Есть постоянный ветер приблизительно 48 км/ч, вызванный игрой приливов и исходящим из вулканов тёплым воздухом. В период прохождения Алой Звезды около Перна усиливается тектоническая деятельность и величина прилива.

## География
На Перне имеется три континента. Южный, гигантский континент, составляет чуть более половины общей поверхности суши, располагается вокруг южного полюса. Большая часть континента покрыта густыми джунглями и насыщена опасностями для тех, кто игнорирует законы Правителей Перна. В рельефе преобладают равнины, на западе — пустыни, природа более разнообразна, чем на Северном континенте, некоторые растения ещё до колонизации были признаны съедобными для людей. Плодородная земля, отличные бухты на побережье, пригодные для создания гаваней.
Второй континент, меньший и похожий по форме на летящего дракона, оглядывающегося назад через плечо. Располагается вокруг Северного полюса. Имеются горные кряжи по побережью, более суровый климат. Тектоническая активность на Северном материке в основном слабая. В горах было обнаружено множество пещер, впоследствии приспособленных для нужд людей. Кроме того, жители холдов часто расширяли существующие подземные комплексы и вырубали новые помещения в скалах.
Последний, самый маленький, бесплодный континент изолирован с другой стороны планеты посреди океана шириной в 8000 км. После высадки дополнительно не исследовался.
Вдоль экватора планета опоясана широким океаном. Там образуются мощные морские течения, идущие вокруг планеты и охватывающие два континента. Берега Северного континента омываются течением по направлению с запада на восток. В свою очередь, Южный Континент омывается двойным течением по направлению с востока на запад, проходя выше маленьких островов и на севере Холда по направлению Южному Вейру.
Архипелаги островов до середины девятого Прохождения людьми не заселялись. После попытки похищения мастера-арфиста Робинтона на один из островов сослали организаторов и участников похищения. Самые крупные острова, заселённые людьми — Иста и Остров Йерне в Большом Заливе Южного континента.

## Биология
Флора и фауна Перна очень многообразны и состоят как из перинитских, так и завезённых видов растений и животных.

### Флора Перна
Флора Перна разнообразна и полезна, например, такое растение как Холодилка помогает успокоить боль.

### Завезённая флора
Привезённые колонистами виды были адаптированы к условиям на Перне.

### Фауна Перна

#### Верры (Цеппи)
Название Верры дано им, так как по форме напоминают веер. Крупные птицы, хищники. Используются как источник пищи, их кожу применяют в изготовлении одежды.

#### Жуки-вонючки
Насекомые, предпочитающие двигаться строго по прямой. Сзади к панцирю жука цепляется его потомство.

### Земные Животные

#### Дельфины Перна
Дельфины на Перне сильно отличаются от своих сородичей на Земле. Дельфины Перна — разумные животные. Ментасинх, давно использовавшийся на разумных формах жизни на Земле, был испробован и на них.
На Перн дельфинов привезли в анабиозных камерах «Бахрейна». Моря Перна смогли приютить их. Дельфины говорят на человеческом языке, хотя за прошедшие обороты язык людей эволюционировал, а язык дельфинов — нет. Дельфины способны выбирать себе партнёра человека, а всё окружающее воспринимают как игру.

#### Скакуны
Скакуны — наши земные видоизменённые лошади. Генотип изменили колонисты, чтобы животные отвечали наиболее насущным потребностям. Искусственное оплодотворение имеет подтверждённую временем ценность, что подтвердилось в Девятое Прохождение.
Скакуны бывают разных видов: тяжеловозы для работы на полях, быстроногие и поджарые скакуны, способные доставлять посланников на большие расстояния и долго скакать без отдыха, а также выращенные в горах, быстрые и способные покрывать большие расстояния.

### Выведенные виды

#### Стражи порога
Стражи — родичи драконов, хотя у них много различий. Их называют «Стражами порога» так как они обеспечивают ночную охрану холдеров. Стражи выглядят гораздо более некрасивыми и более мускулистыми, чем спутники всадников, размерам которых они тоже уступают. Они — результат генетического эксперимента Цветка Ветра, созданных для защиты от Нитей ночью. В качестве генетического материала использовались файры. Привязанность стражей ограничивается верностью, могут сменять хозяев.
Общение со стражами ограничено, уровень их восприятия меньше, чем при общении с файрами. Человек, способный контактировать со стражами, принимает чувства, впечатления, образы, несвязанные во фразы, слова. Любой дракон способен общаться со стражами, но они считают это бессмысленным. Стражи страдают фотофобией, то есть не выносят света. Также они используются для исследования новых туннелей, и их ночное видение представляет собой некоторое преимущество.
«Насколько велико сходство между стражами порога и драконами?… Они очень схожи. Я использовала, по большей части, ту же самую генетическую базу и ту же основную технологию.
 — В таком случае с какой же целью вы их выводили?…
 — Их глаза я разрабатывала для наилучшего видения в условиях низкой освещённости, — сказала Цветок Ветра, тщательно подбирая слова, — и особое внимание уделила восприятию света в инфракрасной части спектра.
 — Не забудьте, при проектировании вы заложили в них больше способностей к эмпатии, чем к телепатии, — вмешался М’халл.
Цветок Ветра бросила на него недовольный взгляд.
 — Простите, — виновато проговорил всадник.
 — Я переработала структуру кожи и эпидермиса, чтобы ввести в них больше скелетирующих материалов на основе кристаллов бора…
 — Она хотела сделать их бронированными, — перевёл М’халл.
Цветок Ветра кивнула…
 — Да, действительно, — согласился Пурман. — Но почему вы решили действовать именно так? Почему вы не применили все эти модификации непосредственно к драконам?
 — Иметь две независимые разновидности более безопасно, — объяснила Цветок Ветра. — Разнообразие обеспечивает страховое дублирование.
Пурман кивнул, но поднял руку, прося Цветок Ветра помолчать, пока он не соберётся с мыслями. Наконец он сделал нужный вывод:
 — Стражи порога должны сражаться с Нитями по ночам?
 — Причём сами по себе, без участия человека, — добавил М’халл. Очевидно, он что-то вспомнил; его глаза ярко сверкнули. — Однажды я видел, как это происходит. Они были великолепны. Той ночью я узнал много нового о борьбе с Нитями.
 — Они выдыхают огонь?
 — Нет, — ответил М’халл. — Они поедают Нить, точно так же, как огненные ящерицы. К тому же они не нуждаются во всадниках — их организуют собственные королевы.
 — Королевы?
М’халл кивнул: Конечно. В этом отношении они ничем не отличаются от драконов или огненных ящериц.
 — А почему у них такие крылья? — спросил Пурман. — Они такие короткие, просто куцые. Каким образом стражи летают?
Глаза Цветка Ветра недовольно сверкнули.
 — Они летают точно так же, как и драконы. Я сделала крылья меньше, чтобы минимизировать опасность повреждения от Нитей.»
(Кровь драконов)

#### Личинки
Генетически изменённый вид личинок, служащий защитой от Нитей после того как они попали на почву, размножились на Южном Континенте. На Северном Континенте долгое время считались паразитами в виду неверной трактовки архивных записей.

#### Драконы Перна
Искусственно выведенные разумные теплокровные существа (ящеры). В симбиозе с людьми драконы Перна защищают планету от угрозы Падения Нитей, сжигая Нити в небе

## Работа над описанием планеты
Физика Перна не была изначально запланирована Энн Маккефри, она развивалась в процессе написания книг серии, разработана соответственно обычной судьбе любой планеты земного типа, и автор привлекала различных специалистов, для того чтобы сделать реалистичными любые необычные действия или утверждения.
Физические принципы планеты были развиты доктором Джеком Коэном из Уорикского университета (ньютонова физика и биология). Атлас Перна нарисован самой Энн Маккефри при поддержке эксперта Карен Уинн Фонстад. Для того, чтобы скорректировать астрономические даты для самой последней книги о Перне, «Небеса Перна», Энн Маккефри попросила помощи у доктора Стивена М. Биэда из Эдинбургской обсерватории и у Скотта Мэнли из обсерватории Армы.

## Социология

### Холды
Поселения, расположенные в пещерах и скалах для защиты от Нитей. Если они расположены вдали от скал, то сложены из обтёсанного камня. Каждый холд имеет металлические двери и ставни, предотвращающие вторжения Нитей через какое-либо отверстие.
Каждый Холд, согласно своей значимости, включает некоторое количество мелких холдов (поселений). Просторный двор и Большой Зал для приёма посетителей, обширные кухню, банкетные залы, комнаты Лорда и его семьи, помещения жителей Холда согласно их рангу. У арфиста есть отдельная комната. И, наконец, крепостные стены для защиты от внешней агрессии.
Первым холдом был Форт, основанный возле Посадочной площадки, после вулканического извержения колонисты были вынуждены уехать на Северный континент.
Холды в свою очередь должны выплатить десятину Вейрам, чтобы позволить Всадникам драконов посвятить всё своё время борьбе с Нитями.
Лорды иногда объединяются в Конклавы для принятия важных решений.

### Мастерские (Цеха)
Людей, обладавших различными способностями к работе, объединяли в Цеха. Каждый цех включал несколько мастерских, расположенных, как правило, в самых больших холдах. Одна из мастерских считалась Главной — там ремесленники совершенствовали своё мастерство, там обучали молодёжь, передавая из поколения в поколение секреты мастерства. Ремесленникам было предоставлено самоуправление. Они подчинялись только Главному мастеру своего цеха, которого выбирали из числа наиболее опытных и уважаемых людей. Главный мастер полностью отвечал за продукцию цеха, её качество и распределение; его мастерские работали для всего Перна.

### Вейры
Система пещер в кратере потухшего вулкана, служащей домом для перинитских драконов и их всадников

## Музыка

### Masterharper of Pern
Аудио-диск, вышедший к книге Энн Маккефри «Мастер-арфист» (Masterharper of Pern). Содержит записи песен на тексты из книг серии «Всадники Перна» (Dragonriders of Pern), вышедших к тому времени. Исполнители — Таня Опланд и Майк Фримен (Tanya Opland, Mike Freeman).
- 1.Robinton’s First Whistle Tune
- 2.Duty Song
- 3.The Masterharper’s Ball
- 4.Golden Egg of Faranth I
- 5.The Plains of Telgar
- 6.Fighting Thread
- 7.Dragon Lady
- 8.The Question Song (Star Stone)
- 9.Robinton’s Dream
- 10.Golden Egg of Faranth II
- 11.Nonsuch
- 12.Red Star Passes
- 13.Fire Lizard
- 14.Golden Egg of Faranth III
- 15.Merelan
- 16.Lessa’s Ride
- 17.Robinton’s Whistle Tune I
- 18.March of the Wings

### Sunset’s Gold
Второй альбом, посвящённый музыке и песням из серии книг Энн Маккефри о Перне. В альбом на этот раз вошли в основном композиции по мотивам книг Песни Перна, Певица Перна и Барабаны Перна. Исполнители — Таня Опланд и Майк Фримен (Tanya Opland, Mike Freeman).
- 1.Song for Petiron
- 2.Sweet Sea
- 3.Gatheritza
- 4.Gather Day (The Harper’s Glass)
- 5.The Little Queen
- 6.Sunset’s Gold
- 7.Equinox
- 8.Brekke’s Cry
- 9.Run!
- 10.Ghulees
- 11.Hatching Day
- 12.Four Hundred Turns

## Фильм
Copperheart Entertainment привлекла к работе Дэвида Хейтера и Dark Hero Studios, Angry Films, и Entertainment One, чтобы экранизировать Полёт дракона, работа начнётся к 2012 году. На данный момент о съёмках нет никакой информации. В середине 2014 года появилась информация о покупке студией Warner Bros. прав на экранизацию всей серии «Всадники Перна», но Тодд Маккефри, сын писательницы, назвал эту информацию слухами.
1 декабря 2014 года Тодд Маккефри подтвердил информацию о покупке прав на экранизацию Warner Bros. и привлечения Сары Корнуэлл в качестве сценариста.

## Игра
Игра Dragonriders: Chronicles of Pern, вышедшая в 2001 году, создана по мотивам произведений Энн Маккефри из цикла Всадники Перна

## Книги
Серия «Всадники Перна» — The Dragonriders of Pern:
(Все книги приведены в рекомендованном для прочтения порядке)

### Всадники Перна
- Полёт дракона (1968)
- Странствия дракона (роман) (1971)
- Белый дракон (роман) (1978)

### Всадники Перна: Арфистка Менолли
- Песни Перна (1976)
- Певица Перна (1977)
- Барабаны Перна (1979)

### Всадники Перна: Древний Перн
- Морита — повелительница драконов (1983)
- История Нерилки (1986)
- По ту сторону Промежутка (2003)

### Всадники Перна: Предыстория
- Заря драконов (1988)
- Хроники Перна: первое Падение (1993)
- Глаз дракона (Восход Алой Звезды) (1996)
- Драконий родич (2003)
- Драконье пламя (2005)
- Кровь драконов (2006)
- Арфист драконов (2007)

### Всадники Перна: Продолжение
- Отщепенцы Перна (1989)
- Все Вейры Перна (1991)
- Дельфины Перна (1994)
- Небеса Перна (2001)

### Всадники Перна: прочее
- Девушка, которая слышала драконов (1994)
- Запечатление (1989)
- Маленький дракончик (Младший претендент) (1973)
- Мастер-арфист (1998)
- Скороходы Перна (1998)
- Неразлучная пара (2002)